# Pleurato III
Pleurato III (en griego antiguo: Πλευρᾶτος; reinado c. 205 - 181 a. C.) fue un gobernante del reino ilirio bajo la dinastía Labeatas. Fue hijo de Escerdílidas. Pleurato continuó la política prorromana de su padre de manera aún más decidida, tanto que su lealtad a Roma era bien conocida, incluso para otras dinastías. Consiguió extender las fronteras del Estado ilirio en el sur cuando se le recompensó por las tierras anexionadas por Filipo V de Macedonia. Se convirtió en uno de los reyes ilirios más prominentes de la época, todo por su lealtad a los romanos. Pleurato fue sucedido por su hijo Gencio, que fue el último rey ilirio.

## Actividades militares
Pleurato figuraba entre las partes firmantes del Tratado de Fénice de 205 a. C. Hay pruebas de que Pleurato pudo haber reinado con su padre como corregentes antes del 205 a. C. Puede que estuviera preparando su futuro como único rey del Estado ardieo. En el 200 a. C., Pleurato gobernaba solo cuando apareció en el cuartel general romano de Dasaretia ofreciendo su ayuda a la expedición contra Macedonia. El cónsul romano Publio Sulpicio Galba Máximo rechazó la oferta pero prometió buscar la ayuda de Pleuratocuando su ejército estuviera en Macedonia. Pleurato se alió con Bato de Dardania, y ambos invadieron Macedonia en el año a. C. Aunque Pleurato invadió los territorios de Filipo V al menos una vez, su contribución a la victoria romana en el año 197 a. C. parece ser mínima. Fue sobre todo Bato quien causó daños a los macedonios y se convirtió en una amenaza mayor para sus fronteras septentrionales. 

El Adriático durante el reinado de Pleurato III.

No obstante, en el año 196 a. C., Pleurato fue recompensado con la posesión de la estratégica región de Lincestis, que había estado en manos macedonias durante casi dos siglos tras la derrota de Bardilis I en el año 358 a. C. También se le dio el control del Estado ardieo sobre los ilirios partinos, antiguos aliados romanos en el valle del río Shkumbin y las ciudades de Iliria que habían sido sometidas por Filipo. Anteriormente quizás había recibido algunas regiones antes controladas por el Estado ardiano y anexionadas por Filipo, aunque esto no es seguro. Esto puso bajo el control de Pleurato, la ruta para atacar Macedonia desde el oeste, pero la intención de los romanos era más bien negar el control a Macedonia que señalar su respeto por Pleurato. A Bato, por otra parte, no se le concedieron ganancias territoriales, como la de Peonia, que los dárdanos habían anhelado durante mucho tiempo. 
En 189 a. C., fue considerado como uno de los reyes clientes más ideales de los romanos. En el mismo año el rey de Pérgamo y un antiguo aliado de los romanos, Eumenes, se quejó en el Senado romano de que Pleurato no había merecido tanto aumento de su poder en Iliria. Eumenes insistió en que Pleurato no hizo nada por los romanos, su único mérito residía en el hecho de que no les causó ningún daño. Sea como fuere, Pleurato se hizo famoso por lo que había ganado por su lealtad a los romanos, y Polibio informa de que a cambio de no hacer nada se convirtió en el mayor de los gobernantes de Iliria. Pleurato también tenía bajo su control a los dálmatas del norte de Iliria, que más tarde obtuvieron su independencia cuando Gencio llegó al trono. 
Parte de la autoridad de Pleurato, o de hecho la mayor parte de ella, se basaba en una flota de lembi relativamente fuerte. A Pleurato se le permitió saquear y devastar la costa de Etolia con sesenta lembi durante la siguiente etapa de la guerra en 189 a. C., pero no recibió ninguna ganancia de territorio al concluir las hostilidades, sin duda con el conocimiento de los romanos o incluso en su nombre. En el 181 a. C. murió y fue sucedido por su hijo, Gencio. A diferencia de Pleurato, Gencio desarrolló malas relaciones con Roma y finalmente luchó contra ellos en la Tercera Guerra  Ilírica.  Pleurato tuvo tres hijos, Gencio y Plator, mientras que Caravantio era solo hijo de su esposa Eurídice.